# Lichomolgus breviselosus
Lichomolgus breviselosus är en kräftdjursart. Lichomolgus breviselosus ingår i släktet Lichomolgus och familjen Lichomolgidae. Inga underarter finns listade i Catalogue of Life.